# Rouenskolan

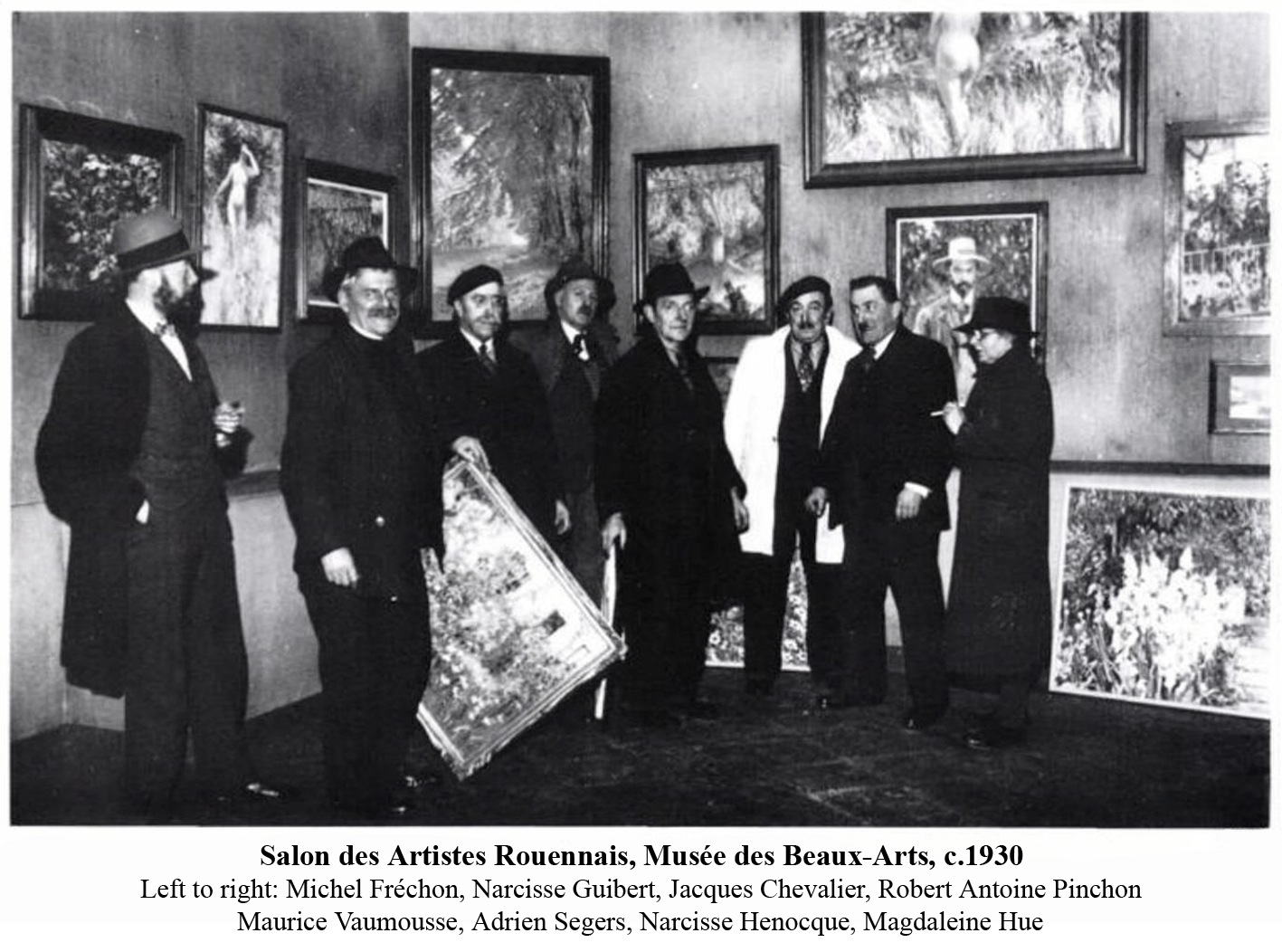
Salon des Artistes Rouennais, Musée des Beaux-Arts de Rouen, cirka 1930.

Rouenskolan (L'École de Rouen) är en benämning på konstnärer och hantverkare som är födda eller arbetar i Rouen.
Benämningen användes först 1902 av den franska konstkritikern Arsène Alexandre i en katalog för en utställning av Joseph Delattre som visades upp i galleri Durand-Ruel i Paris. Alexandre använde l'École de Rouen för att hänvisa till Joseph Delattre, Léon-Jules Lemaître, Charles Angrand och Charles Frechon. Dessa fyra konstnärer var alla intresserade av Neoimpressionism (och särskilt Seurats pointillism) mot slutet av 1880-talet. Alexandre använde också benämningen för att syfta på en andra generation av l'École de Rouen, omfattande Robert Antoine Pinchon och Pierre Dumont, bland andra kopplade till Fauvism och Kubism.

## Verk

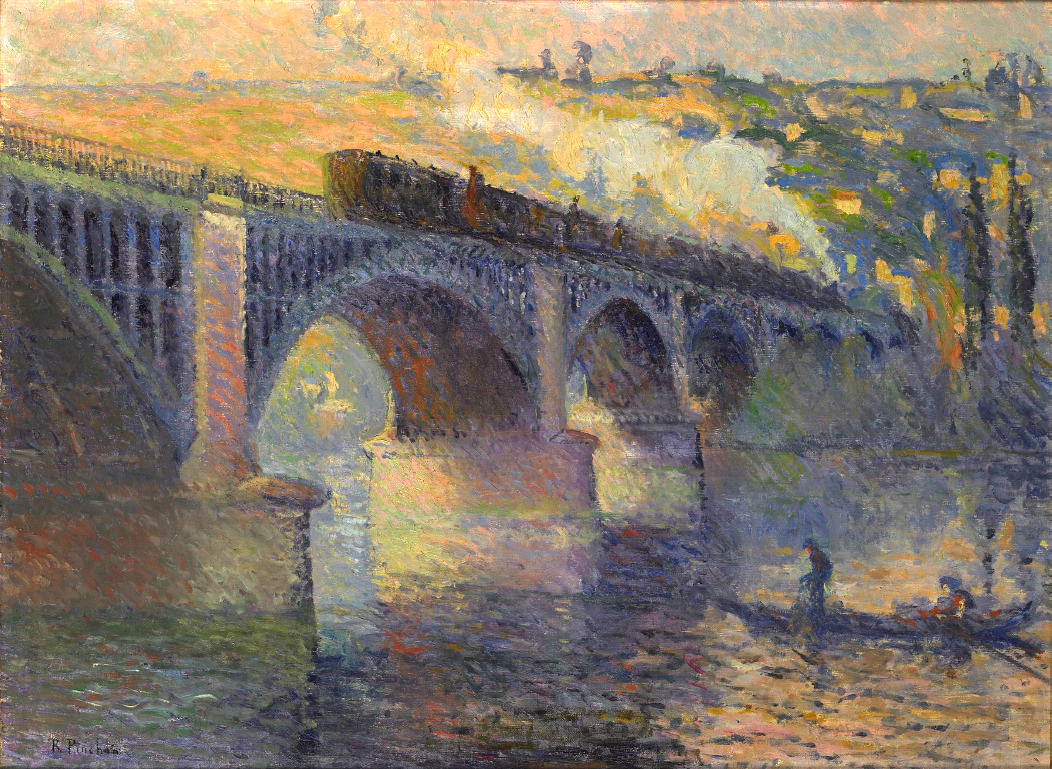
Robert Antoine Pinchon, Le Pont aux Anglais, soleil couchant (1905) Musée des Beaux-Arts de Rouen.
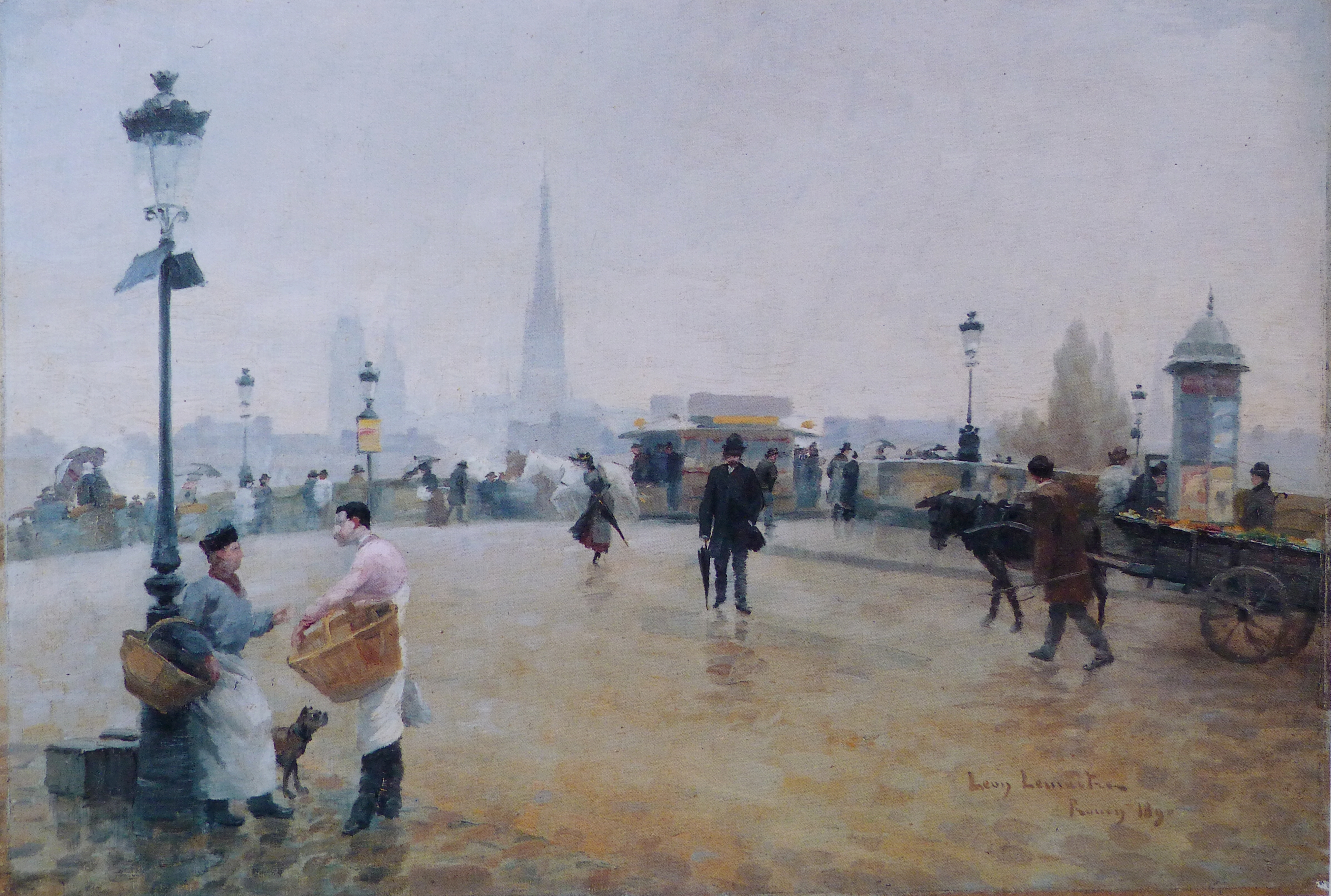
Léon-Jules Lemaître, Le Pont Corneille, Rouen, 1890.
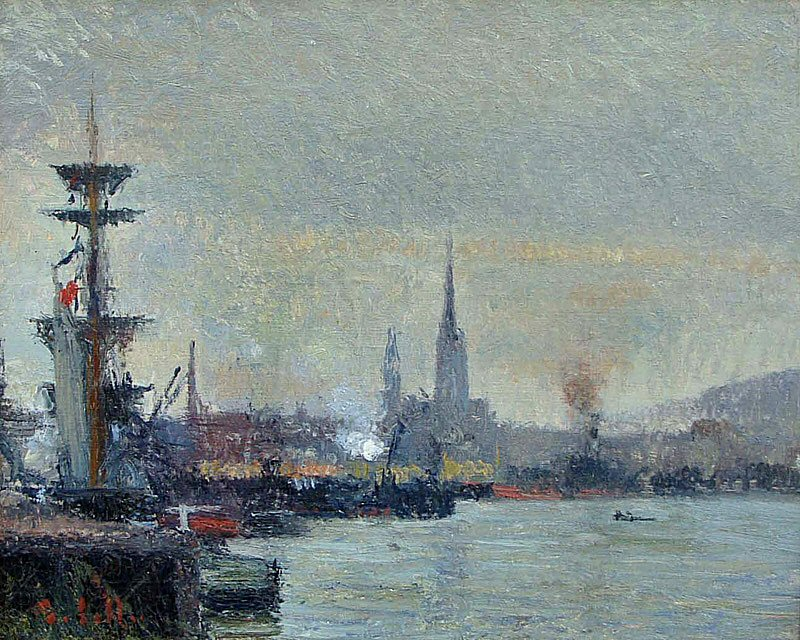
Joseph Delattre, Le Port de Rouen.
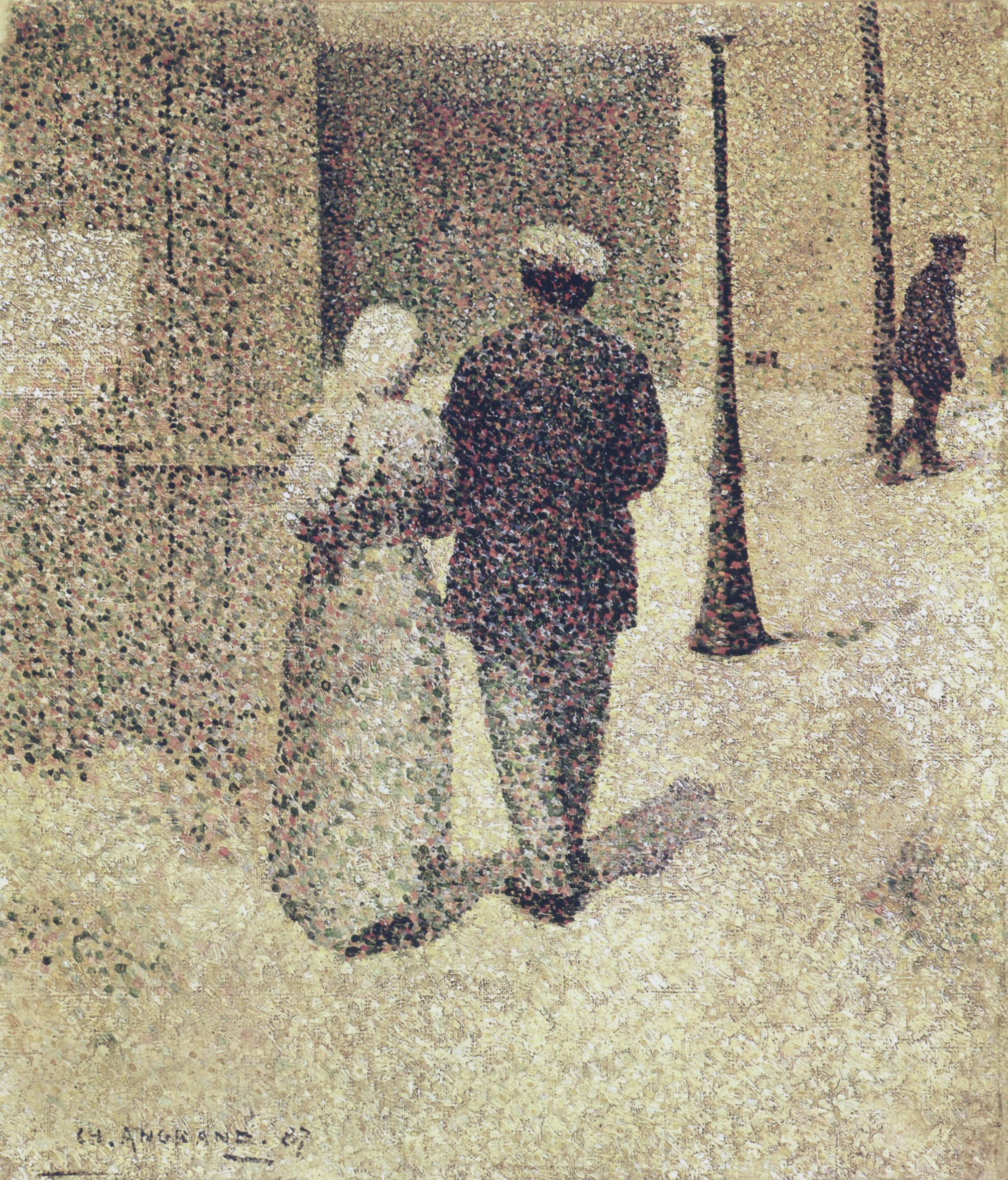
Charles Angrand, Couple dans la rue, 1887.
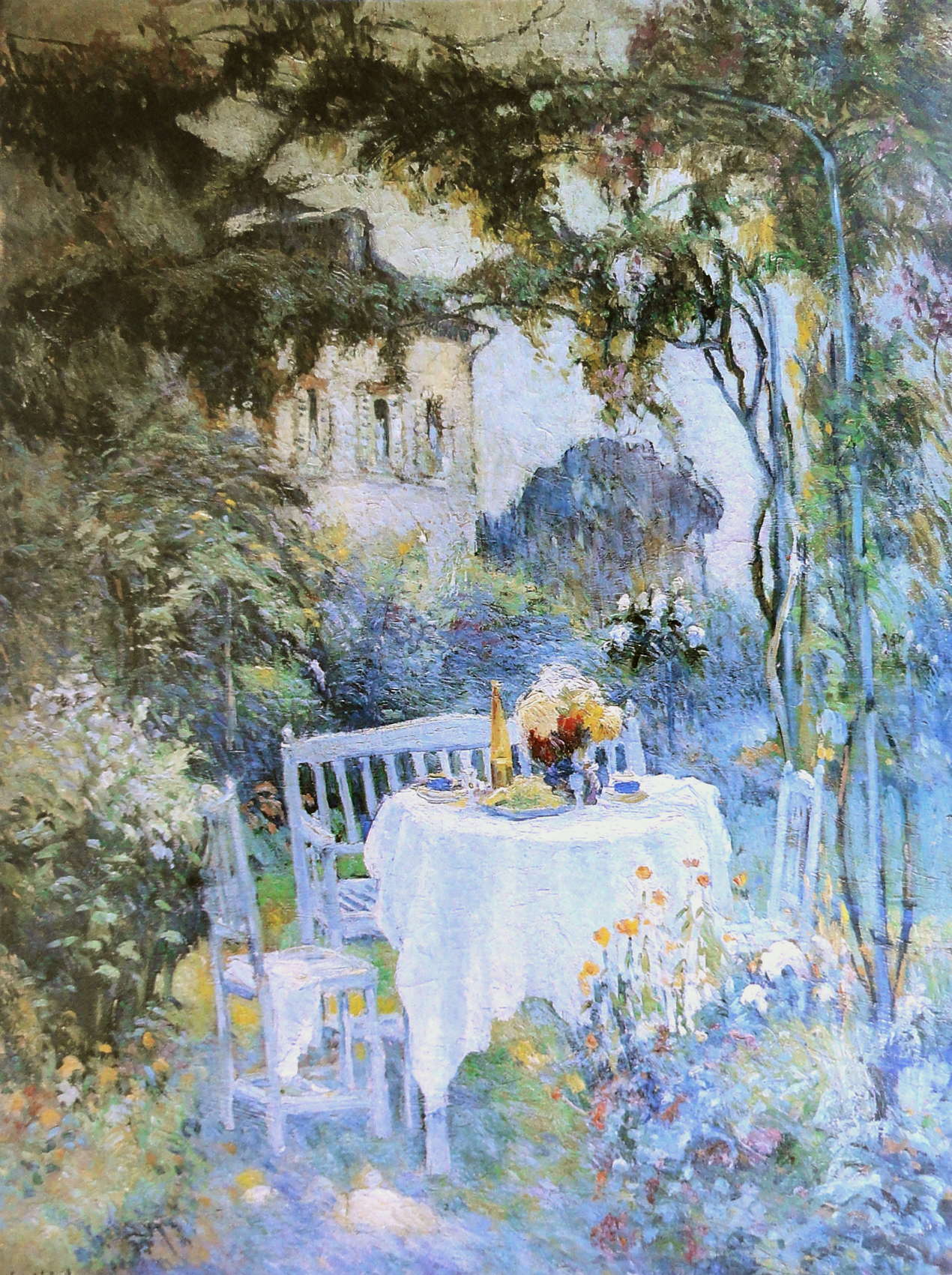
Robert Antoine Pinchon, Le jardin.
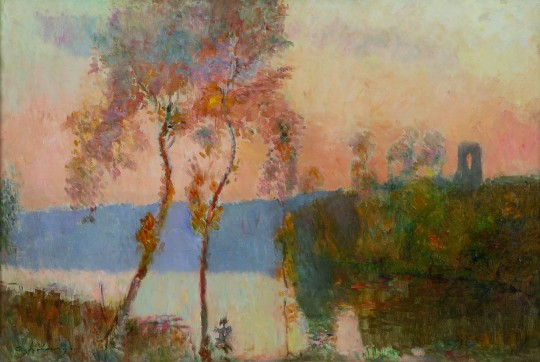
Albert Lebourg, Chalou Moulineux, 1910.

## Representanter
- Charles Angrand
- Édouard de Bergevin
- Léonard Bordes
- Georges Bradberry
- Marcel Couchaux
- Georges Cyr
- Joseph Delattre
- Gaston Duhamel
- Pierre Dumont
- Alfred Dunet
- Charles Frechon
- Michel Frechon
- Isabelle de Ganay
- Narcisse Guilbert
- Narcisse Hénocque
- Madelaine Hippolyte
- Pierre Hodé
- Magdeleine Hue
- Albert Lebourg
- Raimond Lecourt
- Léon-Jules Lemaître
- Suzanne Léon
- Maurice Louvrier
- Pierre Le Trividic
- Gaston Loir
- Maurice Louvrier
- Hyppolite Madelaine
- Albert Malet
- Paul Mascart
- Robert Antoine Pinchon
- Raymond Quibel
- René Sautin
- Adrien Segers
- Jean Thieulin
- Eugène Tirvert
- Maurice Vaumousse
- Henri Vignet
- Jean Charles Contel

### Anteckningar
1. 1 2  After James H. Rubin, L'Impressionnisme, 2008 [1999], ISBN 978-0-7148-9081-4.